# Позичений чоловік
«Позичений чоловік»  — роман українського письменника Євгена Гуцала. Вийшов у 1981 році у  видавництві «Дніпро». Перший із трилогії, до якої також увійшли романи «Приватне життя феномена» (1982) та  «Парад планет» (1984).

## Анотація до видання 2012 року[1]
Роман «Позичений чоловік» поєднує у собі анекдот, небилицю, містифікацію, бурлеск і є зухвалою спробою письменника у фантастичній, жартівливій формі розповісти про повсякденне життя сучасної людини. В основі сюжету вигадана історія про те, як жінка позичила іншій жінці на місяць свого чоловіка. Навколо головного героя роману Хоми Прищепи — «дивака і характерника, гуманіста і пройдисвіта, джигуна і мудреця» — розгортається каскад неймовірних пригод. Та, захоплюючись несподіваними поворотами сюжету, кумедними ситуаціями, в які потрапляє наш герой, ми розуміємо, що насправді головною дійовою особою в романі є дух українства, українська вдача. Вражає мова, якою написано роман, — неперевершена й органічна, сповнена неповторних прислів'їв та приказок, діалектизмів та словотворів, мова розмаїта й незнищенна, як незнищенні уява й талант нашого народу.

## Видання
- Євген Гуцало. Позичений чоловік, або ж Хома невірний і лукавий. Роман. Київ, Дніпро[2], 1981. Серія "Романи й повісті", № 5. 255 с.
- Євген Гуцало. Позичений чоловік. Приватне життя феномена. Роман-дилогія. Київ, Радянський письменник, 1982. 711 с.
- Євген Гуцало. Твори в 5 томах. Том 3. Київ, Дніпро, 1997. 461 с.  ISBN 5-308-01671-2
- Євген Гуцало. Позичений чоловік. Роман. Київ, Знання, 2012. Серія "Скарби української літератури". 383 с. ISBN 978-966-346-974-4 ISBN 978-617-07-0044-5